# Mamia Gavashelishvili
Mamia Gavashelishvili (en georgiano: მამია გავაშელიშვილი; Oni, 8 de enero de 1995) es un futbolista georgiano que juega en la posición de delantero para el FC Samgurali Tskhaltubo de la Erovnuli Liga 2.

## Trayectoria
Empezó su carrera como futbolista profesional en el FC Torpedo Kutaisi. Permaneció en el club durante dos temporadas, y ante la falta de minutos, se acabó marchando traspasado al FC Lokomotivi Tbilisi. Hizo su debut con el equipo teflisense el 9 de marzo de 2014 en un partido de la Erovnuli Liga contra el FC Bakhmaro Chokhatauri, encuentro que finalizó con un resultado de 0-2 a favor del conjunto teflisense. Su debut en competiciones internacionales se produjo el 17 de septiembre de 2020 en un partido contra el FC Dinamo Moscú, encuentro en el que anotó un gol.

## Clubes
| Club                    | País    | Año       | Partidos | Goles |
| ----------------------- | ------- | --------- | -------- | ----- |
| FC Torpedo Kutaisi      | Georgia | 2012-2013 | 4        | 2     |
| FC Lokomotivi Tbilisi   | Georgia | 2014-2021 | 185      | 94    |
| FC Samgurali Tskhaltubo | Georgia | 2022      | 25       | 1     |
| FC Koljeti-1913 Poti    | Georgia | 2023-     | 3        | 0     |